# Саліт
Саліт (англ. sahlite; нім. Salit m, Sahlit m) — мінерал, проміжний член ізоморфної серії діопсид — геденбергіт. Залізистий діопсид. Синоніми: малаколіт. Названий за родовищем Сала (Швеція), J.B.d’ Andrada, 1800.

## Загальний опис
Хімічна формула: Ca[Mg, (Fe+2), Al, (Fe+3)][(Si, Al)2O9].
Породотвірний мінерал. Колір темно-зелений, рідше безбарвно-мутний. Непрозорий. Утворює механічні двійники. Характерний для гіпабісальних лужних базальтів, а також для змінених вапнякових осадів і основних гірських порід, які піддалися регіональному метаморфізму.

## Поширення
Зустрічається у основних і ульраосновних породах, контактових родовищах.
Розповсюдження: Сала (Швеція), Паргас (Фінляндія).

## Різновиди
Розрізняють:
- шеферит (NaCa2Mg2(VO4)3),
- феросаліт,
- манґансаліт або саліт манґанистий (різновид саліту зі скарнів Західного Карамазару, який містить 9,65 % MnO).